# 定州市 (河北省)
定州市（ていしゅう-し）は中華人民共和国河北省に位置する県級市。保定市に属している。

## 歴史
漢代に設置された盧奴県を前身とする。漢代には中山国及び中山郡の郡治とされた。南北朝時代になると397年（皇始2年）、北魏は定州を設置され、その州治とされた。北斉の時代になると盧奴県は廃止され、安喜県が移転設置された。
隋代が成立すると開皇初年に鮮虞県と改称されたが、621年（武徳4年）に唐代により再び安喜県と改称され、定州の州治とされた。北宋では定州路及び中山府治とされている。明代が成立すると1370年（洪武3年）に安喜県は廃止され、管轄区域は定州直轄とされた。
1913年（民国2年）の州制廃止に伴い定州は定県と改編、1986年に県級市としての定州市に改編。

## 行政区画
- 街道:南城区街道、北城区街道、西城区街道、長安路街道
- 鎮:留早鎮、清風店鎮、龐村鎮、磚路鎮、明月店鎮、叮嚀店鎮、東亭鎮、大辛荘鎮、東旺鎮、高蓬鎮、邢邑鎮、李親顧鎮、子位鎮、開元鎮、周村鎮、息冢鎮
- 郷:東留春郷、楊家荘郷、大鹿荘郷、西城郷
- 民族郷:号頭荘回族郷

## 関連項目

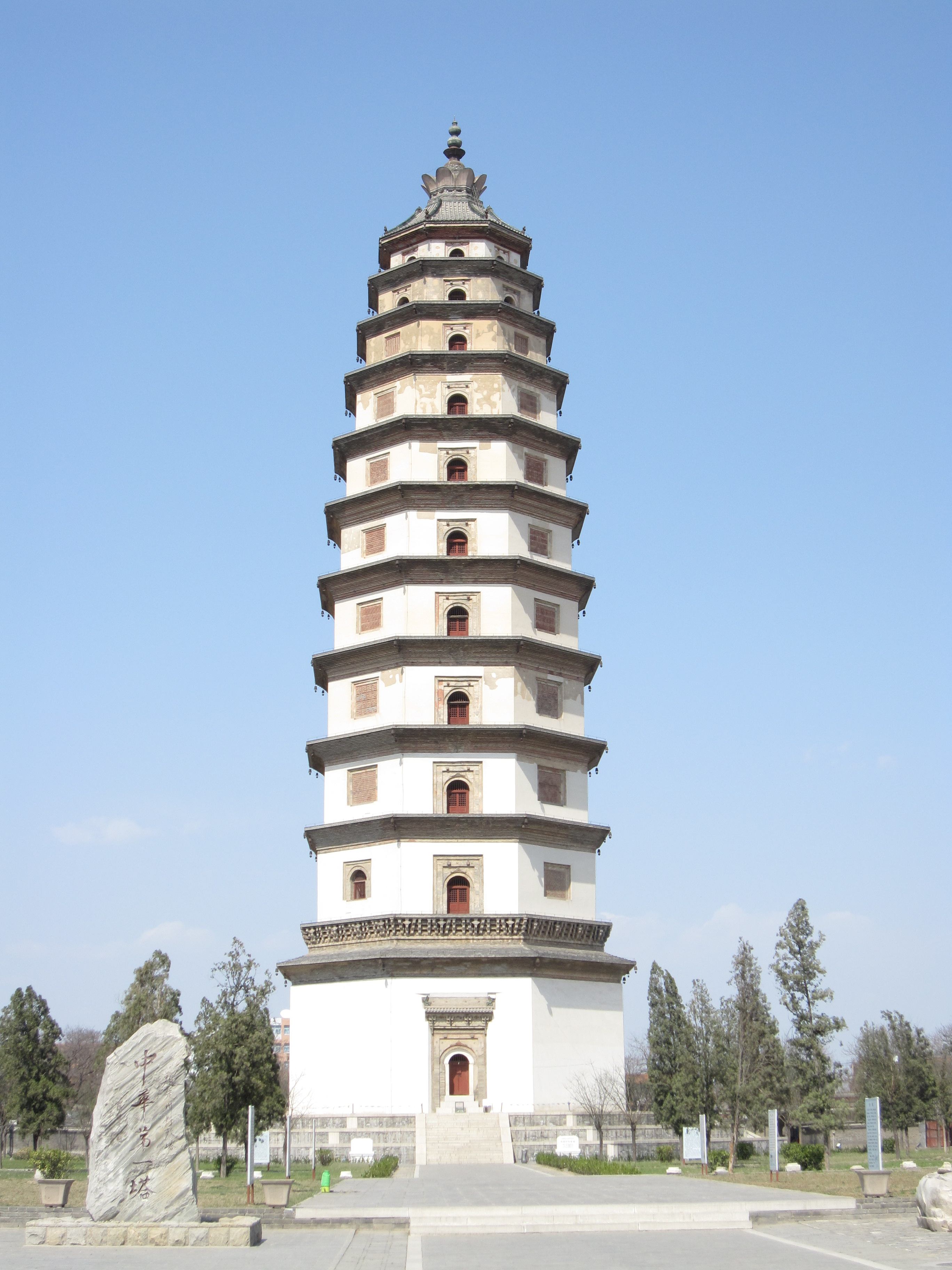
定州開元寺塔